# Holjapyx hyadis
Holjapyx hyadis är en urinsektsart som beskrevs av Smith 1959. Holjapyx hyadis ingår i släktet Holjapyx och familjen Japygidae. Inga underarter finns listade i Catalogue of Life.